# Palmetto (Florida)
Palmetto ist eine Stadt im Manatee County im US-Bundesstaat Florida. Das U.S. Census Bureau hat bei der Volkszählung 2020 eine Einwohnerzahl von 13.323 ermittelt.

## Geographie
Palmetto liegt am Nordufer des Manatee River, der hier in den Golf von Mexiko mündet. Die Stadt grenzt im Süden direkt an Bradenton und liegt etwa 60 Kilometer südlich von Tampa.

## Geschichte
Palmetto wurde 1897 zur City erklärt. 1919 wurde durch die Tampa Southern Railway, einer Tochtergesellschaft der Atlantic Coast Line Railroad, eine Bahnstrecke von Tampa nach Palmetto errichtet, die 1920 bis Bradenton verlängert wurde.

## Demographische Daten
Laut der Volkszählung 2010 verteilten sich die damaligen 12.606 Einwohner auf 7150 Haushalte. Die Bevölkerungsdichte lag bei 1125,5 Einw./km². 72,1 % der Bevölkerung bezeichneten sich als Weiße, 10,5 % als Afroamerikaner, 0,4 % als Indianer und 0,6 % als Asian Americans. 14,2 % gaben die Angehörigkeit zu einer anderen Ethnie und 2,2 % zu mehreren Ethnien an. 28,3 % der Bevölkerung bestand aus Hispanics oder Latinos.
Im Jahr 2010 lebten in 27,8 % aller Haushalte Kinder unter 18 Jahren sowie 39,5 % aller Haushalte Personen mit mindestens 65 Jahren. 65,3 % der Haushalte waren Familienhaushalte (bestehend aus verheirateten Paaren mit oder ohne Nachkommen bzw. einem Elternteil mit Nachkomme). Die durchschnittliche Größe eines Haushalts lag bei 2,53 Personen und die durchschnittliche Familiengröße bei 3,07 Personen.
24,8 % der Bevölkerung waren jünger als 20 Jahre, 21,7 % waren 20 bis 39 Jahre alt, 24,8 % waren 40 bis 59 Jahre alt und 28,7 % waren mindestens 60 Jahre alt. Das mittlere Alter betrug 43 Jahre. 50,2 % der Bevölkerung waren männlich und 49,8 % weiblich.
Das durchschnittliche Jahreseinkommen lag bei 37.175 $, dabei lebten 18,3 % der Bevölkerung unter der Armutsgrenze.
Im Jahr 2000 war Englisch die Muttersprache von 78,47 % der Bevölkerung, spanisch sprachen 21,04 % und 0,49 % sprachen deutsch.

## Sehenswürdigkeiten
Folgende Objekte sind im National Register of Historic Places gelistet:
- Palmetto Armory
- Palmetto Historic District
- Portavant Mound Site
- Woman’s Club of Palmetto

## Verkehr
Palmetto wird von den U.S. Highways 41 (Tamiami Trail) und 301 durchquert.
Der nächste Flughafen ist der rund 20 Kilometer südlich gelegene Sarasota–Bradenton International Airport.

## Kriminalität
Die Kriminalitätsrate lag im Jahr 2010 mit 615 Punkten (US-Durchschnitt: 266 Punkte) im hohen Bereich. Es gab zwei Morde, zwei Vergewaltigungen, 59 Raubüberfälle, 138 Körperverletzungen, 249 Einbrüche, 390 Diebstähle, 22 Autodiebstähle und zwei Brandstiftungen.